# Registarska tona
Registarska tona (rt) jedna je od mjernih jedinica koja u pomorstvu označava volumen svih zatvorenih prostora, a jednaka je 2,8316846592 m3. Ova jedinica je izvedena iz anglosaskih jedinica gdje je 1 rt = 100 stopa3 = 2,8316846592 m3.
Prije su se razlikovale dvije vrste registarskih tona:
- bruto registarska tona (brt) - označava obujam svih zatvorenih brodskih prostora
- neto registarska tona (ntr) - označava obujam zatvorenih prostora za smještaj putnika i robe.